# 沙孟海旧居
30°15′50″N 120°09′15″E / 30.26389°N 120.15417°E
沙孟海旧居位于中国浙江省杭州市下城区龙游路15号，是中国当代书法家沙孟海晚年居住的地方，2009年被列为浙江省文物保护单位。
沙孟海旧居是一座二层砖木结构的别墅式楼房，占地面积870平方米，总建筑面积601平方米。2004年11月浙江省人民政府斥资700余万元对其修缮，内设沙孟海生平事迹图片陈列厅。院内“沙孟海旧居”五字匾额为金石篆刻家钱君匋所书。